# Olavi Ojanperä
Arvo Kalle Olavi Ojanperä (Tyrvää, 27 ottobre 1921 – Helsinki, 8 maggio 2016) è stato un canoista finlandese.

## Palmarès

### Olimpiadi
- Bronzo a Helsinki 1952 nel C1 1000 metri.